# Мухаммед Мурад Аль Блуши
Мухаммед Мурад Аль Блуши (род. 1 августа 1962, ОАЭ) — дипломат ОАЭ. Посол ОАЭ в Азербайджане (с 2022).

## Биография
Родился 1 августа 1962 года в ОАЭ. Служил в Вооружённых силах ОАЭ. Уволился из рядов вооружённых сил в звании генерал-майора. 
Являлся советником по безопасности и международному сотрудничеству МИД ОАЭ. Осуществлял исследования в области международного сотрудничества и международной безопасности. Являлся ответственным за создание соответствующих отчётов для МИД ОАЭ.
Посол ОАЭ в Азербайджане (с 19 апреля 2022).
Владеет арабским и английским языками.